# Davi Alcolumbre
David Samuel Alcolumbre Tobelem (Macapá, 19 de junio de 1977) es un político brasileño afiliado a Demócratas. Es senador por Amapá y, en el bienio 2019-2020, fue el presidente del Senado y del Congreso Nacional de Brasil.

## Biografía
Nacido en Macapá, capital del estado brasileño de Amapá, en una familia de origen judío sefardí proveniente de Marruecos. Fue concejal en Macapá de 2001 a 2003, cuando aún estaba afiliado al Partido Democrático Laborista (PDT). En 2002 fue elegido diputado federal por el estado de Amapá, siendo reelegido en 2006 y 2010. Actualmente está afiliado a Demócratas, partido del que forma parte del directorio nacional y también del consejo político del movimiento joven.[cita requerida]
David Alcolumbre fue candidato al senado en las elecciones de 2014, siendo elegido con el 36,26% de los votos, venciendo al favorito exsenador Gilvas Borges. Asumió su mandato el día 1 de febrero de 2015. Es uno de los 13 senadores que no poseen nivel superior.
En 2015 fue elegido presidente de la Comisión de Desarrollo Regional y Turismo del Senado Federal.
En julio de 2017 votó contra la casación de Aécio Neves en el consejo de ética del Senado.
En octubre de 2017 votó a favor del mantenimiento del mandato del senador Aécio Neves, derrumbando la decisión de la Primera Cámara del Supremo Tribunal Federal en el proceso donde Aécio era acusado de corrupción y obstrucción de la justicia, por solicitar dos millones de reales al empresario Joesley Batista.
En 2019, por ser el único remanente de la mesa directiva anterior del Senado, inició la presidencia de la cámara y, el 1 de febrero, presidió la sesión que elegiría al nuevo presidente, en el que la principal disputa era entre él mismo (apoyado por el ministro Jefe de la Casa Civil Onyx Lorenzoni, de su partido, el DEM) y el senador Renan Calheiros, del MDB.
El 2 de febrero, Alcolumbre fue elegido en primera vuelta, con 42 votos, como nuevo presidente del Senado Federal, gracias al apoyo de los opositores de Renan Calheiros y de parte de la base del Gobierno de Jair Bolsonaro.